# Fikret Abdić
Fikret Abdić, född den 29 september 1939, är en före detta bosnisk politiker som är mest känd för att han ledde den autonoma provinsen Västbosnien från 1993 till 1995 under Bosnienkriget och stödde de serbiska separatisterna.
Han motsatte sig Alija Izetbegovićs regering och allierade sig med de serbiska separatisterna i Republika Srpska i Bosnien och Hercegovina och med Republika Srpska Krajina i Kroatien. Abdić agerade som president och styrde Västbosnien med järnhand. Han skapade interneringsläger och låg bakom morden på hundratals människor som inte tog avstånd från den bosniska regeringen. När den bosniska armén gick in i Västbosnien under Operation Storm 1995 flydde han till Kroatien i hopp om att den kroatiska presidenten Franjo Tuđman skulle skydda honom. Tuđman gav honom politisk asyl men 2002 åtalades han ändå av en kroatisk domstol för krigsförbrytelser. Domstolen dömde honom till 20 års fängelse, men efter ett överklagande minskades straffet till 15 år. Han frigavs 2012 efter att ha avtjänat 10 år av straffet.